# Jack Dylan Grazer
Jack Dylan Grazer, född 3 september 2003 i Los Angeles, är en amerikansk skådespelare.
Grazer har bland annat medverkat i filmerna Det från 2017, Det: Kapitel 2 från 2019 samt superhjältefilmerna Shazam! från 2019 och Shazam! Fury of the Gods från 2023.

## Filmografi (i urval)
- 2017 – Det
- 2019 – Det: Kapitel 2
- 2019 – Shazam!
- 2020 – We Are Who We Are (TV-serie)
- 2021 – Luca (röst)
- 2023 – Shazam! Fury of the Gods
- 2023 – The Spiderwick Chronicles (TV-serie)